# Чай та симпатія (фільм)
Чай та симпатія (англ. Tea and Sympathy) — американський драматичний фільм 1956 року та екранізація однойменної сценічної вистави Роберта Андерсона 1953 року режисера Вінценте Мінеллі та постановкою Пандро С. Бермана для MGM у Metrocolor . Музична партитура — Адольф Дойч, а кінематограф — Джон Альтон . Дебора Керр, Джон Керр (немає стосунків) та Лейф Еріксон знову створили свої оригінальні сценічні ролі. Також у ролях були Едвард Ендрюс, Дарріл Хікман, Норма Крейн, Том Лофлін та Дін Джонс.

## Сюжет
Сімнадцятирічний Том Робінсон Лі (Джон Керр), новий старший у підготовчій школі для хлопчиків, опиняється в протиріччі з махізмо культурою свого класу, в якій інші хлопці люблять спорт, грубість, фантазують про дівчат і обожнюють своїх тренер, Білл Рейнольдс (Лейф Еріксон). Том віддає перевагу класичній музиці, читає Кандіду, ходить в театр і взагалі, здається, більш спокійно йде в компанії жінок.
Інші хлопці мучать Тома за його «нелюдські» якості і називають його «сестринським хлопчиком», і до нього недоброзичливо поводиться його батько Герб Лі (Едвард Ендрюс), який вважає, що чоловік повинен бути мужним і що його син повинен відповідати інші хлопці Тільки Аль (Дарріл Хікман), його сусід по кімнаті, ставиться до Тома з будь-якою порядністю, сприймаючи, що бути іншим — це не те, що бути нечесним. Зростаючу напругу спостерігає Лора Рейнольдс (Дебора Керр), дружина тренера. Рейнольдси також є домашнім господарем Тома та Ела. Лора намагається вибудувати зв'язок з молодим чоловіком, часто запрошуючи його наодинці на чай, і врешті закохується в нього, частково через його багато подібності до її першого чоловіка Джона, який загинув у Другій світовій війні .
Ситуація загострюється, коли Том збирається відвідувати місцеву повію Еллі (Норма Крейн), щоб розвіяти підозри щодо його сексуальності, але все йде погано. Її глузування та насмішка над його наївністю змушує його спробувати самогубство на кухні жінки. Його батько приїжджає з міста, щоб зустрітися з деканом про майбутнє вигнання Тома, попередивши однокласника про наміри Тома. Припускаючи успіх свого сина, він може похвалитися сексуальним тріумфом сина і поважним стрибком у зрілість, поки Рейнольдс не повідомить його про інше. Лора вирушає на пошуки Тома і знаходить його там, де він часто їздить ридати, біля шостого трійника поля для гольфу. Вона намагається втішити його, порадивши, що він одного дня матиме дружину та сім'ю, але він невтішний. Вона починає виїжджати, потім повертається і бере його за руку, вони цілуються, і вона каже: «Відтепер роки, коли ти про це поговориш, і будеш добрий».
Десять років у майбутнє, дорослий Том, тепер успішний письменник і одружений, повертається до своєї школи навчання. Фінальна сцена показує, що Том відвідує свого старого тренера та хазяїна, щоб попросити Лору. Білл каже йому, що востаннє, коли вона чує його, вона знаходиться десь на заході, але він має від неї записку, яку вона поставила в своєму останньому листі колишньому чоловікові. Том відкриває його назовні і дізнається, що вона написала його, прочитавши його опублікований роман, який випливає з його часу в школі та їхніх стосунків. Після їх моменту пристрасті, вона каже йому, їй не залишалося іншого вибору, як залишити чоловіка, і, як писав Том у своїй книзі, «дружина завжди зберігала свою прихильність до хлопця».

## У ролях
- Дебора Керр як Лора Рейнольдс
- Джон Керр як Том Робінсон Лі
- Лейф Еріксон як Білл Рейнольдс
- Едвард Ендрюс як Герб Лі
- Дарріл Хікман як Аль
- Норма Крейн як Еллі Мартін
- Дін Джонс як Оллі
- Жаклін де Віт як Лілі Сірс
- Том Лофлін як Ральф
- Ральф Вотріан у ролі Стіва
- Стівен Террелл як Філ
- Кіп Кінг як Тед
- Джиммі Хейс як Генрі
- Річард Тайлер як Роджер
- Дон Бернетт як Вік

## Виробництво
Роберт Андерсон, автор п'єси, також був сценаристом фільму. Через кодекс виробництва кінофільму гомосексуальність не згадується у кіноверсії. У 1956 році Боб Томас з Associated Press написав, що «багато хто сказав, що [п'єсу] ніколи не можна перетворити на фільм». Дебора Керр, провідна актриса, сказала, що сценарій "містить усі найкращі елементи п'єси. Зрештою, п'єса стосувалася переслідування меншості, чи не так? Це все ще залишається темою фільму ". Кульмінаційний момент розповіді написаний так, щоб він знаходився на «галявині поляни», а в оригінальній виставі він проходив у гуртожитку студента.

## Прийом
Бослі Кроутер дав позитивний відгук і вважав, що фільм вірний виставі, незважаючи на очевидні зміни у виробництві коду фільму . Кроутер також відчув, що пост-сценарій (оригінальний для фільму) з «вибачливим листом від» впалої жінки "" був проповідним […] розсудливим і непотрібним «, і рекомендував кінооператорам покинути рядок» Роки відтепер " коли ти будеш говорити про це — і будеш — добрим ".
Щодо сценарію Дебора Керр сказала, що «я думаю, Роберт Андерсон зробив чудову роботу».
Фільм визнаний Американським інститутом кіно в цих списках:
- 2002: 100 років АФІ … 100 пристрастей — висунутий[5]
- 2005 рік: 100 років АФІ … 100 цитат фільму :
  - Лора Рейнольдс: «З того часу, коли ти будеш говорити про це — і будеш — добрий». — Висунутий[6]

### Каса
За даними MGM, фільм заробив 2145 000 доларів у США та Канаді та 1,3 мільйони доларів в інших місцях, що призвело до втрати 220 000 доларів.